# NNTP
Network News Transfer Protocol (NNTP) je aplikacijski internet protokol koji služi za prenošenje Usenet članaka (netnews - mrežne vesti) između klijenata kao i za čitanje i slanje vesti od strane krajnih korisnika. Ovaj protokol je opisan standardom RFC 997 1986, a njeni glavni autori su Brajan Kantor sa univerziteta Kalifornije, San DiegoPil Lepsli sa univerziteta Kalifornije u Berkliju.